# Nationale Wiederbelebung
Nationale Wiederbelebung, Nationales Erwachen und Nationale Wiedergeburt (englisch: national revival) sind romantisierende Bezeichnungen für Nationalbewegungen, in denen ethnische Gruppen durch Entwicklung einer eigenständigen Nationalen Identität sich ihrer Rechte, Bedürfnisse und Beziehungen zu anderen gesellschaftlichen Gruppen bewusst werden oder solche definieren.

## Hintergrund, Ziele und Akteure
Die klassische Definition zur Nationalen Wiederbelebung stammt von dem tschechischen Historiker Miroslav Hroch. Demnach finden nationale Wiedergeburten innerhalb einer „nicht dominanten ethnischen Gruppe“ statt, die durch das Fehlen eigener herrschender Klassen gekennzeichnet ist, keinen Staat besitzt und eine literarische Tradition in ihrer eigenen Sprache hat. Eine nationale Wiederbelebung beginnt, wenn eine Gruppe gebildeter Mitglieder einer solchen „ethnischen Gemeinschaft“ zu dem Schluss kommt, dass ihre Gruppe eine „Nation“ ist, die „erweckt, wiederbelebt und bewusst gemacht“ werden muss und Anerkennung von anderen Nationen erlangen muss. Diese gebildete Gruppe initiiert dann eine nationale Bewegung, die Aktivitäten beinhaltet, die darauf abzielen, alle Attribute einer voll ausgebildeten Nation zu erreichen.
Nationale Erwachungsbewegungen betonen die eigene Sprache, Dichtung und Musik, Volkskultur und -geschichte, auch belebten sie alte Herkunftssagen neu und ideologisierten sie oftmals (erfundene Tradition).
Das nationale Erwachen kann durch die Erfahrung einer gemeinsamen Bedrohung oder Unterdrückung beschleunigt werden, wie etwa in den Vielvölkerreichen des 19. Jahrhunderts Gewicht (Österreich-Ungarn, Russisches und Osmanisches Reich) der Fall war.
Die Aktivisten solcher Bewegungen werden in der deutschsprachigen Literatur als Nationale Erwecker bezeichnet.

## Europäische Nationalbewegungen (Auswahl)
- Albanien: Rilindja
- Bulgarien: Bulgarische Wiedergeburt
- Deutschland: Nationale Wiedergeburt der Sorben
- Estland: Ärkamisaeg[5]
- Finnland: Fennomania[6][7]
- Griechenland: Greek Awakening[8]
- Irland: Irische Renaissance
- Italien: Risorgimento
- Katalonien: Renaixença
- Kroatien: Illyrische Bewegung
- Lettland: National Awakening[9]
- Litauen: Lietuvių tautinis judėjimas[10]
- Norwegen: Norwegische Nationalromantik
- Serbien: Srpski preporod[11]
- Slowakei: Nationale Wiedergeburt der Slowaken (Slovensko narodno buđenje)
- Slowenien: Vereintes Slowenien, Slovenski narodni preporod[12][4]
- Tschechien: Nationale Wiedergeburt der Tschechen
- Ukraine: Nationale Wiedergeburt in der Karpatenukraine, The National Awakening before 1848[13]